# Magyar Mozgókép Szemle
A 6. Magyar Filmhét Magyar Mozgókép Szemle elnevezéssel 2020. február 26. és 29. között került megrendezésre a Corvin moziban a Magyar Filmakadémia (MFA) szervezésében, a Magyar Nemzeti Filmalap bázisán 2019. december 31-én létrehozott Nemzeti Filmintézet támogatásával. A rendezvényen a filmszakma képviselői megtekinthették a 2019-ben bemutatott és az 5. Magyar Filmdíjra nevezett játék- és tévéfilmeket, televíziós sorozatokat, kisjátékfilmeket, dokumentum-, ismeretterjesztő és animációs filmeket.

## A rendezvény
A filmelőállítók vagy a filmalkotók 2020. január 31-ig regisztrálhattak és nevezhették alkotásaikat. A Magyar Mozgókép Szemlére azon filmek lehetett nevezni, amelyek 2019. január 1. és 2019. december 31. között kerültek moziforgalmazásba, illetve televíziós sugárzásba, vagy valamely nemzetközi filmfesztiválon szerepeltek versenyben vagy meghívott alkotásként. A jelentkezést a filmadatlap véglegesítése és a film DCP vagy Blu-ray formátumú fizikai adathordozón történt beérkezése után fogadták el.
A rendezvényre összesen 114 filmalkotást neveztek az alkotók, melyek közül előzsűrik választották ki azt az 59 filmet (10 nagyjátékfilm, 4 tévéfilm, 5 televíziós sorozat, valamint 10-10 kisjátékfilm, dokumentumfilm, ismeretterjesztő film és animációs kisfilm), amelyeket Magyar Filmdíjra jelöltek és felvettek a versenyprogramba.
A mozgóképszemlét február 25-én Szabó István országos bemutató előtt álló alkotása, a Zárójelentés nyitotta meg. A megnyitó és a filmes rendezvény díszvendége a film főszereplője, Szabó egyik kedvenc színésze, Klaus Maria Brandauer volt. A zárófilmként Nagy Zoltán Szép csendben című versenyfilmjét vetítették.
2020. február 28-án a Pesti Vigadóban került sor az életműdíjak átadására Béres Ilona, Cserhalmi György, Eperjes Károly és Pécsi Ildikó részére. Eredetileg 2020-ban is öt főt részesítettek volna elismerésben, azonban – miután ügynökmúltja miatt többen támadták, a tervezett díjazást pedig kifogásolták – Szabó István filmrendező jelezte az Akadémiának, hogy nem veszi át a díjat. Az elismerésben részesítettek tiszteletére a filmhét alatt versenyen kívül levetítettek egy-egy nagyjátékfilmet, melyben feledhetetlen alakítást nyújtottak, illetve – Szabó István esetében – rendezett.
A rendezvény közönsége a díjra jelölt filmek és az életműdíjasok alkotásai mellett az internetes világból érkező mozgóképekből, valamint a Színház- és Filmművészeti Egyetem és a Budapesti Metropolitan Egyetem hallgatóinak filmjeiből láthatott  válogatást. Szakmai programok is színesítették a filmes eseményt, melyek közül kiemelkedett az újonnan megalakult MADOKE (Magyar Dokumentumfilmesek Egyesülete) nyílt vita fóruma a Magyar Filmakadémia szervezésében, amely a dokumentumfilmes műfajok határairól és alkotóiról szólt.
A rendezvény záróeseményét – az 5. Magyar Filmdíj-gálát – 2020. március 5-én tartották meg a Vígszínházban.

## Versenyprogramban

### Nagyjátékfilmek
- Akik maradtak – rendező: Tóth Barnabás
- Apró mesék – rendező: Szász Attila
- Drakulics elvtárs – rendező: Bodzsár Márk
- FOMO – Megosztod, és uralkodsz – rendező: Hartung Attila
- Guerilla – rendező: Kárpáti György Mór
- Most van most – rendező: Szajki Péter
- Seveled – rendező: Orosz Dénes
- Szép csendben – rendező: Nagy Zoltán
- Szeretlek, mint állat! – rendező: Novák Erik
- Valan – Az angyalok völgye – rendező: Bagota Béla

### Tévéfilmek
- Egy másik életben – rendező: Tasnádi István
- Foglyok – rendező: Deák Kristóf
- Házasságtörés – rendező: Vitézy László
- Nino bárkája – rendező: Miklauzic Bence

### Televíziós sorozatok
- 200 első randi, Az esküvő – rendező: Erdélyi Dániel
- Alvilág (1. évad 1. epizód) – rendező: Ujj Mészáros Károly
- A mi kis falunk 3. évad 17. rész – Fészekrakók – rendező: Kapitány Iván
- Cseppben az élet - A siker útján (2. rész) – rendező: Gyöngyössy Bence
- Tabukról tabuk nélkül 2. évad – Bűnösök és vezeklők – rendező: Pálinkás Norbert

### Kisjátékfilmek
- A buszsofőr – rendező: Borbás Dávid
- A Mentor – rendező: Szabó Szonja
- Balansz – rendező: Csata Hanna
- Casting – rendező: Csoma Sándor
- Két csík – rendező: Dudás Balázs
- Maszatvár – rendező: Szakonyi Noémi Veronika
- Reggelim a vacsorád – rendező: Pantyi Petra
- Szerepzavar – rendező: Szirmai Márton
- Szokásjog – rendező: Füzes Dániel
- Újjászületés – rendező: Dombrovszky Linda

### Dokumentumfilmek
- A báró hazatér – rendező: Breier Ádám
- A fegyházlelkész – rendező: Varga Ágota
- A létezés eufóriája – rendező: Szabó Réka
- Csak családról ne – rendező: Kis Anna
- Emmi néni csodálatos élete – rendező: Száraz Eszter
- Ketten – rendező: Dobray György
- Lili – rendező: Hegedüs Péter
- Mignon – rendező: Oláh Kata
- Ott legbelül dal van... – rendező: Mohi Sándor
- Vonal felett – rendező: Nagy Anikó Mária

### Ismeretterjesztő filmek
- A létezés-szakmában dolgozom – rendező: Keserű Judit
- A vádlott vádló – rendező: Szentgyörgyi Bálint
- Az elíziumi kém – rendező: Jamrik Levente
- Élet, öröm, zene – rendező: Sólyom András
- Kodály mindenkié – rendező: Kékesi Attila, Papp Gábor Zsigmond
- Néhány mondat a szabadságról – rendező: Szalay Péter
- Nicky, a másik fiú – rendező: Borsody István
- Ötödik alosztály – Vörösterror az Országházban – rendező: Borbás Barnabás és Réti László
- Piedone nyomában – rendező: Király Levente
- Vad erdők, vad bércek - A fantom nyomában – rendező: Mosonyi Szabolcs

### Animációs filmek
- Az utolsó vacsora – rendező: Rofusz Ferenc
- Bela – rendező: Tóth Roland
- Belső könyvtár – rendező: Kondor Attila
- Boxi, a film – rendező: Klingl Béla
- Budapest Spaceport: A tolvajok – rendező: Bálint Szilárd
- Kippkopp a hóban – rendező: Fabók Szilvia
- Lidérc úr – rendező: Tóth Luca
- Szimbiózis – rendező: Andrasev Nadja
- Szökési sebesség – rendező: Rebák Tamás
- Tesók – rendező: Nagy Marci

## Versenyprogramon kívül

### Életműdíjas nagyjátékfilmek
- Apa – Egy hit naplója – rendező: Szabó István (1966)
- Az aranyember – rendező: Gertler Viktor (1962)
- Eldorádó – rendező: Bereményi Géza (1968)
- Szirmok, virágok, koszorúk – rendező: Lugossy László (1985)
- Veri az ördög a feleségét – rendező: András Ferenc (1977)

### Kísérőprogramok, független filmek
- Anja – rendező: Baranyi Benő
- Bekockázva – rendező: Nemes Regina
- Brado – rendező: Spitzer Fiorella
- Emma – rendező: Rudolf Olivér
- Golden Elephant – rendező: Sas Virág
- Kék pillangó – rendező: Parti Zsófia
- Kulthely – rendező: Siegler Áron
- Mostanában nagyon – rendező: Gyarmati Lejla
- Outsider – rendező: Gál Adrienn
- Papa – rendező: Bakos Fanni
- Spirit walk – rendező: Finta Simon
- Stimulus – rendező: Straubinger Gréta
- Szél viszi – rendező: Bartha Máté

## Díjak
Mozifilmek
- legjobb játékfilm: Akik maradtak, rendező: Tóth Barnabás, producerek: Mécs Mónika, Mesterházy Ernő
- legjobb rendező: Tóth Barnabás – Akik maradtak
- legjobb forgatókönyvíró: Tóth Barnabás, Muhi Klára – Akik maradtak
- legjobb női főszereplő: Walters Lili – Drakulics elvtárs
- legjobb férfi főszereplő: Hajduk Károly – Akik maradtak
- legjobb operatőr: Garas Dániel – Valan – Az angyalok völgye
- legjobb díszlettervező: Ágh Márton – Drakulics elvtárs
- legjobb zeneszerző: Pacsay Attila, Parádi Gergely – Apró mesék
- legjobb vágó: Duszka Péter Gábor – FOMO – Megosztod, és uralkodsz
- legjobb hangmester: Tőzsér Attila – Drakulics elvtárs
- legjobb jelmeztervező: Füzes Eszter – Drakulics elvtárs
- legjobb maszkmester: Hortobágyi Ernella, Hufnágel Mariann (fodrász) – Apró mesék

Televíziós forgalmazású alkotások
- legjobb tévéfilm: Foglyok, rendező: Deák Kristóf
- legjobb rendező: Deák Kristóf – Foglyok
- legjobb forgatókönyvíró: Tasnádi István, Veres Attila – Egy másik életben
- legjobb női főszereplő: Sodró Eliza – Foglyok
- legjobb férfi főszereplő: Fekete Ernő – Foglyok
- legjobb operatőr: Gózon Francisco – Foglyok
- legjobb díszlettervező: Valcz Gábor – Foglyok
- legjobb zeneszerző: Balázs Ádám – Foglyok
- legjobb vágó: Mezei Áron – Egy másik életben
- legjobb hangmester: Terffy Máté – Foglyok
- legjobb jelmeztervező: Sinkovics Judit – Foglyok
- legjobb maszkmester: Kriskó Ancsa, Vincze Gabriella, Bankó Andrea – Foglyok

- legjobb televíziós sorozat: Alvilág (1. évad 1. epizód) – rendező: Ujj Mészáros Károly, producerek: Herman Péter, Bodzsár István
- legjobb kisjátékfilm: Casting – rendező: Csoma Sándor, producerek: Mécs Mónika, Mesterházy Ernő, Alföldi Nóra, Mártonffy Zoltán, Dreissiger László, Deák Dániel
- legjobb dokumentumfilm: A létezés eufóriája – rendező: Szabó Réka, producerek: László Sára, Gerő Marcell, Szabó Réka
- legjobb ismeretterjesztő film: Vad erdők, vad bércek – rendező: Mosonyi Szabolcs, producer: Bagladi Erika
- legjobb animációs kisfilm: Az utolsó vacsora – rendező: Rofusz Ferenc, producerek: Rofusz Ferenc, Hajdú Zsófia

Különdíjak
- életműdíj: Béres Ilona, Cserhalmi György, Eperjes Károly, Pécsi Ildikó